# Харрис, Карл Дитрих
Карл Дитрих Харрис (нем. Carl Dietrich Harries; 5 августа 1866, Луккенвальде — 3 ноября 1923, Берлин) — немецкий химик. Внёс значительный вклад в развитие реакции озонолиза ненасыщенных органических соединений и определения молекулярной структуры с его помощью.

## Биография
Карл Дитрих Харрис родился 5 августа 1866 года в Луккенвальде. С отцовской стороны он происходит из гольштинского рода, его отец Теодор М. Харрис был доктором юриспруденции, работал в прусской юридической службе. Мать — Матильда Харрис (в девичестве Грошуфф) принадлежала к старому берлинскому роду. Ее отец, юрист, был женат на французской эмигрантке (в девичестве ДюТремо). Ранние годы Карл провел в Берлине, а в 1878 году семья переехала в Йену. В 20 лет он окончил гимназию и поступил в Йенский университет.
Первые три семестра в университете Харрис посвятил изучению естественных наук. В начале он решил специализироваться в зоологии, а позже занялся химией. Весной 1888 года Харрис покинул Йену и провел семестр в Мюнхене, где ему удалось попасть на лекции Адольфа Байера по органической химии, которые произвели на него глубокое впечатление.
Осенью 1889 года Харрис переехал в Берлин, где продолжил свое обучение в университете Берлина. Он поступил в лабораторию Августа Вильгельма фон Гофмана, которому на тот момент было 70 лет. В лаборатории он работал под руководством профессора Фердинанда Тимана. По совету Тимана осенью 1890 года Гофман взял Харриса в качестве ассистента-волонтера в свою частную лабораторию, а после года работы там Гофман сделал его ассистентом на своих лекциях. В мае 1892 года умер Гофман, и руководство химическим институтом взял на себя Эмиль Фишер. Также он стал новым лектором, и Харрис остался лекционным ассистентом еще на несколько лет. Фишер быстро заметил одаренность и самостоятельность его нового ассистента и настойчиво рекомендовал вплотную заняться научной работой и подготовкой диссертации. В то время Харрис писал в письмах родителям, что он жил как отшельник и работал как одержимый. Как он признавался позднее, ему неоднократно приходила в голову мысль оставить затяжную академическую карьеру в пользу должности в индустрии, однако, для этого шага ему не хватило решительности.
2 октября 1899 года Харрис женился на Герте фон Сименс, дочери Вернера фон Сименс. Они познакомились в химическом институте, в который ее взял Фишер, так как она хотела пройти небольшой курс органической химии перед своим обучением в области физиологии растений. В 1900 году молодую семью настигла беда: за три месяца до рождения ожидаемого ребенка Герта заболела воспалением слепой кишки. Из-за длительной и опасной болезни они потеряли ребенка, и брак остался бездетным.
В первые годы семейной жизни Харрис начал работу над несколькими темами, которыми впоследствии занимался на протяжении всей своей карьеры. В 1901 году состоялись первые исследования каучука, в 1903 году впервые для этих целей был применен озон, полученный из озонатора, который Харрису помог собрать Георг Эрлвайн. Ещё зимой 1892 года, когда Харрис был ассистентом на лекциях у Гофмана, было замечено, что каучук поглощает озон, что делало его более хрупким. Эти знания дали толчок к началу исследований озонирования органических соединений, результаты которых впоследствии были обобщены в книгах «Исследования озона и его влияния на органические соединения» и «Исследования натурального и искусственного каучука»., , , , .
В июле 1904 года Карла Харриса пригласили на должность профессора в Киле. Самостоятельная работа в маленьком университете была именно тем, что хотел Харрис, и он сразу принял предложение. Однако первые годы работы в Киле выдались непростыми: лаборатории были старыми и плохо оборудованными для приехавших из Берлина ученых. Для приведения института в рабочее состояние его надо было отремонтировать, и ремонт занял целых три года. В 1912 году Карл Харрис стал деканом. Именно во время работы в Киле и были проведены самые широкие работы по химии озона.
Вскоре после начала войны Харрис начал задумываться об уходе с профессорской должности, в частности, вследствие усталости от преподавательской деятельности. Его преемником на посту стал другой человек из школы Фишера — Отто Дильс. Харрису предложили место в Гёттингене, но он отказался от него и ушел в наблюдательный совет Siemens&Halske, в который его давно звал Вильгельм фон Сименс, брат его жены, который хотел сделать его руководителем научного отдела концерна. Он планировал возвести новое лабораторное здание в технологическом городке для центральной научной лаборатории, но его удалось достроить лишь к 1920 году, до которого он не дожил, и руководство концерном взял на себя его брат Карл Фридрих фон Сименс, с которым Харрис близко дружил. Во время строительства лаборатории Харрис был принят на должность почетного профессора в Берлинской высшей технической школе.
Летом 1923 года Харрис начал жаловаться на боли в кишечнике. После лета, проведенного в Штирии, боли усилились, и в сентябре Харрису была сделана операция по удалению опухоли, которую он достаточно хорошо перенес. Однако после возвращения домой из больницы у Харриса начался воспалительный процесс, спровоцированный инфекцией, из-за развития которого он умер 3 ноября.

## Научная работа

### Работы с озоном
Основной тематикой научных работ Карла Харриса было изучение каучуков. В 1903 году Харрис начал искать новые методы для расщепления молекул каучука и обнаружил, что растворенный каучук при взаимодействии с озоном превращался в маслообразный продукт. Для изучения этого процесса он начал изучать более простые примеры взаимодействия озона с ненасыщенными органическими соединениями: так возник большой ряд работ по озонолизу ненасыщенных органических соединений, чем он и занимался большую часть своей карьеры. До работ Харриса окисление органических соединений озоном не находило широкого применения, что в основном было связано с отсутствием хороших лабораторных аппаратов для генерации озона. Харрису удалось с помощью Георга Эрлвайна (Siemens&Halske) разработать пригодный для лаборатории озонатор, работающий на переменном токе высокого напряжения.
Харрис обнаружил, что в результате взаимодействия озона с ненасыщенными органическими соединениями образуются пероксидоподобные продукты (озониды). Ему удалось получить и изучить озониды гексена, пентена, бутена, этилена, также диметилгептенола, аллилового спирта и др. Уже в первых работах Харрис обнаружил, что ненасыщенные кетоны, альдегиды и одноосновные жирные кислоты (например, этилгептенон, цитронеллаль) присоединяют 4 атома кислорода вместо трех, как было в большинстве случаев. Харрис назвал продукты этих реакций «оксозонидами». Было обнаружено, что ароматические соединения тоже способны при некоторых условиях присоединять озон: Харрису удалось получить озонид бензола и мезитилена; при взаимодействии этих озонидов с водой они разрушались с образованием соответствующего глиоксаля. Харрис выяснил, что при присоединении молекулы озона по двойной связи граница насыщения не достигалась, из-за чего ставилась под сомнение применимость озона для определения числа двойных связей в молекуле: Не только ненасыщенные карбонильные соединения, но и простые олефины  могли в некоторых условиях присоединять больше, чем 3 атома кислорода, в некоторых случаях было возможно присоединение даже 5 атомов кислорода («Olsaeure-ueberozonid» с формулой C18H34O7). Также было обнаружено влияние состава используемого озона на протекание реакции. При использовании озона, очищенного растворами едкого натра и серной кислоты, в результате реакции получались озониды, в то время как использование неочищенного озона более высокой концентрации вело к образованию смеси озонидов и оксозонидов. Из этих наблюдений Харрис сделал вывод, что используемый им озон примерно на одну треть состоял из оксозона, который частично разрушался при действии едкого натра и серной кислоты. Для объяснения образования димерных кислородных соединений, Харрис привлек гипотезу, что озон (как и оксозон) при низкой температуре может быть бимолекулярным и присоединяться как димерное соединение. Для её подтверждения он пытался проводить опыты с различными алкенами, но подтвердить её не смог.
Харрис подробно изучал процессы разложения озонидов и определения с помощью этого метода структуры исходного соединения. Было показано, что разложение озонидов может протекать не только в воде, а также в спирте, ледяной уксусной кислоте. С помощью разложения озонидов он определял структуры известных сложных соединений (лимонен, пинен, камфен ), однако, он обнаружил, что в результате действия озона могут происходить перегруппировки с перемещением двойной связи двойной связи, что было особенно заметно в случае реакций соединений с разветвленным углеродным скелетом и осложняло определение структуры. Харрису удалось получить путем озонолиза глутаровый альдегид и пиридин-альдегид, которые были до этого времени недоступны другим путем.

### Работы с каучуками
Работы Отто Валлаха  подтолкнули его к исследованиям структуры каучуков. После того, как метод с применением оксидов азота не принес значимых результатов, Харрис вернулся к разработанному им методу озонового расщепления олефинов. В первых опытах по озонолизу каучуков при реакции раствора каучука в хлороформе с очищенным озоном получался озонид с формулой C25H40O15; это тягучее взрывоопасное масло при нагревании в воде разлагалось с образованием левулинальдегида и левулиновой кислоты, что навело Харриса на мысль, что каучук должен иметь циклическое строение. В 1905 году им была опубликована статья, в которой он утверждал, что каучук имеет структуру 1,5-диметилциклооктадиена, но подчеркивал, что точный размер этой молекулы все еще предстоит определить. Сравнение озонида полученного в том же году Рихардом Вильштеттером  циклооктадиена  и каучука дало ложное впечатление, что они одинаковы и проблема определения структуры решена. Однако дальнейшие опыты с каучуками и исследование их реакций с галогеноводородами показали, что их продукты не соответствовали исходной формуле циклооктадиена. После этого Харрис предложил использовать для описания структуры каучука циклический углеводород из 20 атомов углерода в цикле (составленный из 5 молекул изопрена); эта версия возникла после обнаружения среди продуктов разложения каучука соединения с 15 атомами углерода. Эту гипотезу косвенно подтверждали и другие эксперименты. Тем не менее, Харрис оставил определение неточным: он предложил изображать структуру каучука циклической, но без указания точного количества молекул изопрена, входящих в цикл; также под сомнением оставался факт, содержит ли каучук только это молекулу, или еще большую. Опыты с гуттаперчей показали, что она имеет идентичный с каучуком состав, из чего был сделан вывод, что в основе ее строения должна быть аналогичная циклическая система. В своих последних работах Харрис также занимался проблемой вулканизации каучука и физико-химическими свойствами вулканизованной фазы.
Итоги своей работы с каучуками Харрис описывал следующими словами «Если обернуться и посмотреть на результаты всех проведенных исследований, то нельзя не прийти в удручающее состояние. Тайна природы каучука немного исследована, однако, несмотря на все усилия, на применение новейших методов, техники и множества материалов нам все равно не удалось дать окончательное объяснение его составу. Можно лишь с уверенностью сказать, что с помощью выбранных ранее методик ничего нового не узнать».

## Интересные факты
- Харрис был страстным любителем охоты. Каждый год в конце сентября он отправлялся на охоту на оленей. Это был лучший отдых для него, поскольку такое времяпрепровождение напоминало ему о прогулках на природе во времена его детства и юности в Йене.
- Во время работы Харриса в Киле в связи с частыми болезнями жены чета Харрисов увлеклась прогулками на парусных лодках, в которых они позже проводили почти все отпуска. Чаще всего они плавали в Кильской бухте, а во время больших каникул также уплывали в Финляндию, Данию, Швецию, Норвегию. Но все морские прогулки прекратились в связи с началом войны.